# Jakob Joseph Clausner
Jakob Joseph Clausner (* 14. November 1744 in Zug; † 5. Juli 1797 ebenda) war ein Schweizer Geodät und Kupferstecher.

## Leben und Werk
Clausner war katholisch und stammte aus Zug. Er war Sohn des Fischers Karl Joseph Clausner. Er heiratete Barbara Sidler, Tochter des Johann Franz Sidler, von Zug.
Von 1760 bis 1762 machte er eine Kupferstecherlehre in Zug, von 1762 bis 1767 war er Archivschreiber im Kloster Rheinau, von 1768 bis 1770 machte er eine Feldmesserausbildung in Strassburg. Danach war er Mitarbeiter des Gelehrten, Kartografen und Militärs Franz Fidel Landtwing (1714–1782), für den er zahlreiche Karten zeichnete. Später wirkte er als Kupferstecher und Kartograf für die Stadt Zug und für Auftraggeber in der ganzen Eidgenossenschaft. 1795 zerstörte der grosse Zuger Stadtteilbrand seine Werkstatt und seinen Verlag.